# Aldehuela de Liestos
Aldehuela de Liestos è un comune spagnolo di 37 abitanti situato nella comunità autonoma dell'Aragona.